# Санацаро де Бургонди
Санацаро де Бургонди (итал. Sannazzaro de' Burgondi) је насеље у Италији у округу Павија, региону Ломбардија.
Према процени из 2011. у насељу је живело 5232 становника. Насеље се налази на надморској висини од 88 м.

## Становништво
Према резултатима пописа становништва 2011. у општини је живело 5.644 становника.
| 1931. | 1936. | 1951. | 1961. | 1971. | 1981. | 1991. | 2001. | 2011. |
| ----- | ----- | ----- | ----- | ----- | ----- | ----- | ----- | ----- |
| 4.077 | 4.258 | 4.459 | 4.452 | 5.613 | 5.971 | 5.743 | 5.802 | 5.644 |

## Партнерски градови
- Сазхаломбата